# Hoya gildingii
Hoya gildingii är en oleanderväxtart som beskrevs av Kloppenb.. Hoya gildingii ingår i släktet Hoya och familjen oleanderväxter. Inga underarter finns listade i Catalogue of Life.